# El espejo en el espejo
El espejo en el espejo. Un laberinto (título original en alemán: Der Spiegel im Spiegel. Ein Labyrinth) es un libro de Michael Ende publicado en 1984 que recoge diversos cuentos escritos por el autor a lo largo de toda una década.

## Temas y motivos
En parte inspirado en la obra de su padre, Edgar Ende, pintor surrealista, al cual está dedicado. Los treinta cuentos del volumen están llenos de una intensa carga onírica, raramente serena y casi siempre llena de angustia y sufrimiento. 
El título es indicado en el índice con las primeras palabras, los cuentos del Espejo en el espejo se presentan con un confluir de diversas influencias, entre otras el onirismo, y una imposición a menudo heredada del teatro (ámbito muy frecuentado por el autor), y diversas temáticas exploradas no tanto con lucidez y rigor, sino de forma más paradójica e inconclusa: la búsqueda de la identidad, el sentido de las ocasiones perdidas, el pasar del tiempo, la muerte y la vida, el dolor y la nostalgia. 
El contenido temático aborda ciertas referencias literarias a distintas tradiciones culturales tan diversas como el judaísmo, el cristianismo, el taoísmo, la antigüedad clásica, el mito del laberinto, entre otras.

## Contenido
- "Perdóname, no puedo hablar más alto" ("Verzeih mir, ich kann nicht lauter sprechen")
- "El hijo se había soñado alas" ("Der Sohn hatte sich unter der kundigen Anleitung")
- "La buhardilla es azul celeste" ("Die Mansarde ist himmelblau")
- "La catedral de la estación se alzaba" ("Die Bahnhofskathedrale stand auf einer großen Scholle")
- "Pesado paño negro perdiéndose" ("Schweres schwarzes Tuch")
- "La dama corrió la cortina negra" ("Die Dame schob den schwarzen Vorhang ihres Kutschenfensters beiseite")
- "El testigo declara" ("Der Zeuge gibt an, er habe sich auf einer nächtlichen Wiese befunden")
- "El ángel pálido como el mármol "("Der marmorbleiche Engel saß unter den Zuhörern im Gerichtssaal")
- "Oscuro como un pantano" ("Moordunkel ist das Gesicht der Mutter")
- "Despacio como gira un planeta" ("Langsam wie ein Planet sich dreht, dreht sich der große runde Tisch")
- "El interior de una cara" ("Das Innere eines Gesichts mit geschlossenen Augen, sonst nichts")
- "El puente que estamos construyendo" ("Die Brücke, an der wir schon seit vielen Jahrhunderten bauen")
- "Es una habitación y al mismo tiempo" ("Es ist ein Zimmer und zugleich eine Wüste")
- "Los invitados a la boda" ("Die Hochzeitsgäste waren tanzende Flammen")
- "Sobre la amplia superficie gris del cielo" ("Über die weite graue Fläche des Himmels glitt ein Schlittschuhläufer dahin")
- "Este señor se compone solo de letras" ("Dieses Heer besteht nur aus Buchstaben")
- "En realidad se trataba solo de las ovejas" ("Eigentlich ging es um die Schafe")
- "Marido y mujer quieren" ("Mann und Frau wollen eine Ausstellung besuchen")
- "El joven médico había obtenido" ("Dem jungen Arzt war gestattet worden")
- "A la salida de la oficina" ("Nach Bureauschluss")
- "El palacio-burdel de la montaña" ("Der Bordellpalast auf dem Berge erstrahlte in dieser Nacht")
- "El trotamundos decidió concluir su caminata" ("Der Weltreisende beschloß seine Wanderung")
- "Aquella tarde el viajero marinero" ("An diesem Abend konnte der alte Seefahrer den ununterbrochenen Wind nicht mehr ertragen")
- "Bajo un cielo negro" ("Unter einem schwarzen Himmel liegt ein unbewohnbares Land")
- "Cogidos de la mano camina" ("Hand in Hand gehen zwei eine Straße hinunter")
- "En el aula llovía sin parar" ("Im Klassenzimmer regnete es unaufhörlich")
- "En el corredor de los actores" ("Im Korridor der Schauspieler trafen wir einige hundert Wartende")
- "El fuego se reanudó de nuevo" ("Das Feuer wurde von neuem eröffnet")
- "El circo arde" ("Der Zirkus brennt")
- "Una tarde de invierno" ("Ein Winterabend")

## Adaptaciones
- Kathedralen (2013), cortometraje documental dirigido por Konrad Kästner, basado en el cuento "La catedral de la estación se alzaba" ("Die Bahnhofskathedrale stand auf einer großen Scholle").